# Бочкарёвка (Амурская область)
Бочкарёвка — село в Серышевском районе Амурской области, Россия.
Входит в Томский сельсовет.
Основано в 1902 году. Названо по фамилии первого поселенца Бочкарева.

## География
Село Бочкарёвка стоит на правом берегу реки Томь (левый приток Зеи), напротив города Белогорск.
Село Бочкарёвка расположено к югу от пос. Серышево, расстояние до районного центра (через сёла Поляна и Красная Поляна) — 20 км.
На запад от села Бочкарёвка (вниз по правому берегу реки Томь) идёт дорога к сёлам Томское и Тавричанка.
На восток от села Бочкарёвка (вверх по правому берегу реки Томь) идёт дорога к сёлам Хитровка и Белогорка.

## Население
| 2002  | 2010  | 2012 | 2013 | 2014 | 2015 | 2016 |
| ----- | ----- | ---- | ---- | ---- | ---- | ---- |
| 982   | ↘970  | ↘963 | ↘956 | ↘951 | ↗987 | ↗988 |
| 2017  | 2018  |      |      |      |      |      |
| ↗1009 | ↗1049 |      |      |      |      |      |

По данным переписи 1926 года по Дальневосточному краю, в населённом пункте числилось 151 хозяйство и 747 жителей (363 мужчины и 384 женщины), из которых преобладающая национальность — украинцы (122 хозяйства).

## Инфраструктура
Через село проходит Транссиб, железнодорожный и автомобильный мосты через реку Томь.